# Nibaldo Jaque
Nibaldo Jaque Zúñiga,  Ingeniero Comercial egresado de la Universidad de Chile. Fue gerente general del Club Deportivo O'Higgins. Además, es director de empresas y empresario.
Fue presidente de Deportes Concepción y  secretario general de la ANFP del directorio que comandaba Sergio Jadue.